# TOP Media
TOP Media (em coreano: 티오피미디어; também conhecido como T.O.P Media) é uma companhia sul coreana, formada por Andy (membro do Shinhwa), tendo gerenciado vários artistas. TOP Media trabalha juntamente com LOEN Entertainment como distribuidores de músicas lançadas.

## História
TOP Media foi originalmente fundada em 2005 como ND Entertainment (New Dream Entertainment) por Andy. Em 2009, a companhia debutou Jumper, um duo masculino, que lançou dois singles, ''Yes!'' e ''Dazzling'' (Coreano: 눈이부셔). Jumper deu disband logo após lançar seu segundo single. Um ano depois, Teen Top[2][4] debutou, seguido por 100%[3][5] em 2012 e UP10TION em 2015.

## A Família TOP Media

### Artistas Atuais

#### Solistas
- Andy Lee
- Niel (Teen Top)[5]

#### Grupos
- Teen Top
- 100%
- UP10TION
- MCND

### Sub-unidades
- 100%V[6]

### Atores
- Niel
- Changjo
- Park Dongmin

### Atores Músicais
- Chunji
- Ricky
- Rockhyun

### Ex-Artistas
- Jang Hyun-woo[7]
- Kim Woo-bin[7]
- Jumpers: Jumper é um duo masculino, formado por Park Dong-min e Rocky, o último agora sendo membro do 100%. O grupo debutou em 2009 com o single ''Yes!'', seguido por ''Dazzling'', e deram disband no mesmo ano. [1][8]
- Seo Minwoo